# El héroe
El héroe es un cortometraje de animación ganador de la Palma de Oro en el Festival Internacional de Cine de Cannes  en su edición de 1994.
Carlos Carrera trabajó en este proyecto durante años hasta llegar a los 5 minutos de duración que tiene el cortometraje. Empezó como un proyecto personal de largometraje de Carrera cuando cursaba el segundo año de la carrera de cine, pero ante la imposibilidad de poder filmar en el metro de la Ciudad de México, decide grabarlo en locaciones, lo que finalmente desecha al parecerle superficial. Finalmente decidió rehacerlo como una animación.
El cortometraje cuenta con alrededor de 2800 dibujos, en tonos ocres y ambientes deprimentes y oscuros (como le gustan al cineasta). Fueron elaborados por Carrera, con un equipo de animadores: Francisco Licea, Enrique Martínez, Felipe Morales, Julio Guerrero y Héctor Arellano. Hugo y Jorge Mercado participaron en la cámara, ambos con 40 años de experiencia en el mundo de la animación.
Gracias a los premios conseguidos por este cortometraje, se abrió brecha en el campo de la animación en México, país donde no existía tradición.

## Premios
- Palma de Oro en Cannes
- Coral de Oro al Mejor Cortometraje del Festival Internacional del Nuevo Cine de La Habana (Cuba)
- Mejor animación del Cinemafest de San Juan (Puerto Rico)
- Ariel por mejor cortometraje (México)

- Datos: Q5825307